# جامعة البحر الأبيض المتوسط
جامعة البحر الأبيض المتوسط (بالتركية: Akdeniz Üniversitesi)‏ هي جامعة عامة في تركيا تأسست عام 1982. تقع في مدينة كونيالتي، أنطاليا.

## إحصائيات
يبلغ عدد طلاب الجامعة 31,167 طالب.

## وصلات خارجية
- الموقع الإلكتروني